# Titan (rakete)
Titan je Američka obitelj raketa koje su korištene između 1959. i 2005. godine. Ukupno je lansirano 368 raketa iz ove obitelji.

## Rakete

### Titan I
Titan I je svoju karijeru započeo kao interkontinentalni balistički projektil. Raketa se sastojala od dva stupnja koja su koristila gorivo RP-1 i tekući kisik (LOX). Zbog prirode upotrijebljenih goriva, Titanu I je trebalo 15 minuta da se pripremi za let. Dugo vrijeme pripreme presudilo je njegovoj vojnoj karijeri. Titan I nikada nije korišten za lansiranje satelita u orbitu.

### Titan II
Titan II je također bio interkontinentalni balistički projektil koji je nakon povlačenja iz dužnosti korišten za lansiranje satelita. Titan II je korišten za lansiranje letjelica s ljudskom posadom Gemini sredinom 1960-ih.

### Titan III
Titan III je bila modificirana verzija Titana II s dodatni potisnicima na kruto gorivo. Titan III je uglavnom koristila Američka vojska za lansiranje teških vojnih satelita u orbitu. Varijantu ove rakete, Titan IIIE s Centurom kao drugim stupnjem, koristila je NASA za lansiranje sondi Viking i Voyager.

### Titan IV
Titan IV je produžena verzija Titana III koja se mogla lansirati s ili bez dodatnih potisnika na kruto gorivo. Kao drugi stupanj raketa je mogla koristiti Centuar i IUS. NASA je Titan IV iskoristila za lansiranje sonde Cassini prema Saturnu. Titan IV je bila najmoćnija Američka raketa za lansiranje tereta bez ljudske posade. Visoki operativni troškovi uzrokovali su prestanak njene upotrebe.
| ime        | razdoblje upotrebe | masa       | visina  | promjer | nosivost u nisku orbitu | nosivost u međuplanetarnu putanju | broj lansiranja |
| ---------- | ------------------ | ---------- | ------- | ------- | ----------------------- | --------------------------------- | --------------- |
| Titan I    | 1959. – 1965.      | 105,140 kg | 31.00 m | 3.05 m  | 1,800 kg                |                                   | 70              |
| Titan II   | 1962. – 2003.      | 154,000 kg | 31.40 m | 3.05 m  | 3,600 kg                | 227 kg                            | 106             |
| Titan IIIB | 1966. – 1987.      | 156,540 kg | 45.00 m | 3.05 m  | 3,000 kg                |                                   | 70              |
| Titan IIIC | 1965. – 1982.      | 626,190 kg | 42.60 m | 3.05 m  | 13,100 kg               | 1,200 kg                          | 36              |
| Titan IV   | 1989. – 2005.      | 943,050 kg | 44.00 m | 3.05 m  | 21,680 kg               | 5,660 kg                          | 39              |